# Ян Асман
Ян Асман (на немски: Jan Assmann) е германски египтолог, историк на културата и религията.

## Биография
Роден е на 7 юли 1938 г. в Лангелсхайм. Учи в Любек и Хайделберг, следва египтология и класическа археология в Мюнхен, Хайделберг, Париж и Гьотинген. От 1967 г. провежда археологически разкопки в Уасет. Професор по египтология в Хайделбергския университет (1976), където преподава до пенсионирането си през 2003 г. След това е избран за почетен професор по културология в Констанцкия университет, където преподава и до днес.
Гост професор в Париж, Йерусалим, Йейл, Хюстън, Чикаго.
В центъра на интересите на Асман е проблематиката на религията и колективната памет при древните и модерните общества. Заедно със съпругата си, също историк на културата, Алейда Асман публикува и коментира трудовете на Якоб Таубес. Отбелязва значителното влияние на древноегипетската религия върху монотеистичния юдаизъм.

## Признание и награди
Почетни докторати
- Почетен доктор по теология на Вестфалския университет в Мюнстер (1998)[4]
- Почетен доктор по социални науки на Йейлския университет (2004)[5]
- Почетен доктор на Еврейския университет в Йерусалим (2005)[5].

Награди и отличия
- 1996 – Награда за изследвания „Макс Планк“
- 1998 – Награда на историческите колегии
- 2006 – Офицерски кръст на Ордена за заслуги на Федерална република Германия[6]
- 2006 – Награда за наука „Алфред Круп“
- 2007 – Европейска награда за есеистика Шарл Вейон[7]
- 2011 – Международна литературна награда „Томас Ман“[8]
- 2011 – Голяма литературна награда на Баварската академия за изящни изкуства
- 2016 – Теологическа награда на Залцбургските висши училища[9]
- 2016 – Наградата „Зигмунд Фройд“ за научна проза[10]
- 2017 – Награда „Карл Ясперс“[11]
- 2017 – Награди Балзан (заедно със съпругата си Алейда Асман)[12][13]
- 2018 – Награда за мир на немските книгоразпространители (заедно със съпругата си Алейда Асман)

Членства
- Член на Хайделбергската академия на науките (1984)[14][15]
- Член на Academia Europaea (2004)[15]
- Член на Европейската академия за науки и изкуства
- Член на Accademia delle Scienze di Torino
- Почетен член на Akademie gemeinnütziger Wissenschaften zu Erfurt
- Член на Немския археологически институт
- Член на Instituts für Historische Anthropologie
- Член на Egypt Exploration Society
- Член на Société française d'égyptologie (SFE)
- Член на Научния съвет на Института за изследване на културата в Есен
- Член на Кураториума на Forschungsstätte der Evangelischen Studiengemeinschaft
- Член на Beirats des Zentrums Kulturwissenschaft Stuttgart
- Член на Кураториума на Института Фробениус към Гьоте университет Франкфурт на Майн